# Lac Carol-Coudé
Lac Carol-Coudé är en sjö i Kanada.   Den ligger i regionen Saguenay–Lac-Saint-Jean och provinsen Québec, i den östra delen av landet, 500 km nordost om huvudstaden Ottawa. Lac Carol-Coudé ligger 728 meter över havet. Arean är 1,3 kvadratkilometer. Den sträcker sig 1,7 kilometer i nord-sydlig riktning, och 2,1 kilometer i öst-västlig riktning.
I omgivningarna runt Lac Carol-Coudé växer i huvudsak blandskog. Trakten runt Lac Carol-Coudé är nära nog obefolkad, med mindre än två invånare per kvadratkilometer.